# ميغيل أنخيل روسو
ميغيل أنخيل روسو (بالإسبانية: Miguel Ángel Russo) (9 أبريل 1956 لانوس الأرجنتين - ) هو لاعب ومدرب كرة قدم أرجنتيني لعب كلاعب وسط.

## مسيرته الكروية
لعب ميغيل أنخيل روسو خلال مسيرته الاحترافية مع نادِ واحدٍ في أربعة عشر موسمًا وسجل خلالها 10 أهداف ضمن 427 مباراة. ولم يفز بأي موسم بالكأس وفاز في موسمين بالدوري.
خاض ميغيل أنخيل روسو مسيرته مع نادي إستوديانتيس دي لا بلاتا في موسم 1975 ليلعب معه أربعة عشر موسمًا، مشاركًا في 427 مباراة سجل خلالها 10 أهداف.

## وصلات خارجية
ميغيل أنخيل روسو على موقع قاعدة بيانات كرة القدم.إي يو (الإنجليزية)
- ميغيل أنخيل روسو على موقع ناشيونال فوتبول تيمز (الإنجليزية)